# Lelydorp
Lelydorp este un oraș situat în partea de nord a statului Surinam. Este reședința districtului Wanica. Inițial a purtat numele de Kofi Djompo, ca pentru ca mai târziu, în 1905 să primească denumirea actuală, după numele lui Cornelius Lely, guvernator al Surinamului olandez. Este al doilea oraș ca mărime demografică al țării după capitala Paramaribo.

## Personalități născute în Lelydorp
- Bettina Campell (n. 1974), actriță porno